# Внезапно, прошлым летом (фильм)
«Внеза́пно, про́шлым ле́том» (англ. Suddenly, Last Summer) — психологическая драма режиссёра Джозефа Л. Манкевича (1959) по одноимённой пьесе Теннесси Уильямса. Главные роли исполнили Монтгомери Клифт, Элизабет Тейлор и Кэтрин Хепбёрн. Три номинации на премию «Оскар»: за актёрские работы Тейлор и Хепбёрн и за работу художника.

## Сюжет
Слоган фильма: «Теннесси Уильямс потрясёт вас снова и смело перенесёт вас в странный страшный мир!»
Действие картины происходит в 1937 году в Новом Орлеане, где богатая вдова Вайолет Венейбл (Кэтрин Хепберн) нанимает известного нейрохирурга, доктора Цукровича (Монтгомери Клифт) сделать лоботомию своей кузине Кэтрин Холли (Элизабет Тейлор), страдающей от серьёзных психических проблем. Выясняя обстоятельства болезни Кэтрин, врач понимает, что её психическая травма связана с событиями прошлого лета, когда Кэтрин стала свидетельницей того, как во время отдыха на курорте в Европе сына Вайолет изнасиловала, убила и предположительно съела банда местных хулиганов. Чтобы сохранить тайну о случившемся с её сыном, Вайолет настаивает на лоботомии.

## В ролях
- Монтгомери Клифт — доктор Цукрович
- Элизабет Тейлор — Кэтрин Холли
- Кэтрин Хепбёрн — миссис Вайолет Венейбл
- Альберт Деккер — доктор Лоренс Дж. Хокстейдер
- Мерседес Маккэмбридж — миссис Грейс Холли
- Гари Рэймонд — Джордж Холли
- Мэвис Виллиерс — мисс Фоксхилл
- Патрисия Мармонт — сестра Бенсон

## История создания
Режиссёр Джозеф Лео Манкевич (создатель фильмов «Всё о Еве» и «Клеопатра») с «лёгкой руки» продюсера Сэма Шпигеля взялся за постановку одной из самых жёстких пьес Теннесси Уильямса. Его одноактная пьеса была доработана сценаристом Гором Видалом.
Премьера фильма состоялась 22 декабря 1959 года.

## Награды и номинации
- 1959 — попадание в десятку лучших фильмов года по версии Национального совета кинокритиков США.
- 1960 — три номинации на премию «Оскар»: лучшая женская роль (Кэтрин Хепберн и Элизабет Тейлор), лучшая работа художника и декоратора в чёрно-белом фильме (Оливер Мессел, Уильям Келлнер, Скотт Слаймон).
- 1960 — премия «Золотой глобус» за лучшую женскую роль в драматическом фильме (Элизабет Тейлор), а также номинация в той же категории (Кэтрин Хепберн).
- 1960 — премия «Давид ди Донателло» за актёрскую работу (Элизабет Тейлор).

## Критика
Современный киновед Маргарита Ландазури назвала картину «одним из самых дерзких фильмов, который вышел в конце десятилетия и послужил предвестником того, что пришло в кино в 1960-е годы. Фильм рассматривает или затрагивает такие шокирующие для своего времени темы, как гомосексуализм, инцест, лоботомия, даже каннибализм». Соответственно, «отзывы критики варьировались в широком диапазоне от отвращения до восторга». Среди тех, кто не принял картину, кинокритик «Нью-Йорк Таймс» Босли Краузер, написавший, что «главная беда этой картины в том, что её скромная идея растянута до изнурительной длины и, при всём своём прекрасном актёрском составе и крупном режиссёре во главе, она плохо, претенциозно сыграна… Режиссура Манкевича натянутая и вялая, как, впрочем, и все потуги этой драмы. Её следовало оставить на бродвейской сцене». Журнал Variety назвал картину «возможно, самым странным фильмом, когда-либо снятым для крупной кинокомпании», добавив, что у фильма есть свои сильные моменты, но в целом он не трогает зрителя. Возможно, причина заключается в том, что одноактная пьеса была вытянута в слишком длинную картину. «Ничего из добавленного не улучшило оригинал, а сами добавленные сцены только отвлекают». Джон Маккартен из «Нью-Йоркер» назвал картину «нелепым и однообразным попурри на темы инцеста, гомосексуализма, психиатрии, и, о Боже, каннибализма». С другой стороны, Джон Л. Скотт из «Лос-Анджелес Таймс» назвал картину «захватывающим, отчасти шокирующим фильмом», в котором Хепберн и Тейлор «используют все свои актёрские возможности, что, несомненно принесёт им много голосов при номинировании на „Оскары“». Несмотря на бесчисленные проблемы за кадром и неоднозначную реакцию критики, фильм, по словам Ландазури, «вызвал страстное любопытство у публики», что принесло ему большой кассовый успех. Как написал Артур Найт в Saturday Review of Literature, «кассовый прием этого фильма, несомненно, окажет важное влияние на будущее взрослого кино в этой стране».